# Комісія з гідрології та гідроекології Українського географічного товариства
Комісія з гідрології та гідроекології — структурний підрозділ у складі Українського географічного товариства (УГТ), який функціонує на громадських засадах. Утворено рішенням вченої ради УГТ у 2002 р.
Основна мета діяльності комісії — координація зусиль членів УГТ в галузі гідрологічних досліджень в Україні, популяризація гідрологічних знань та сприяння гідроекологічному вихованню населення.
Голова комісії з гідрології та гідроекології — професор В. К. Хільчевський (Київський національний університет імені Тараса Шевченка).

## Основні напрямки діяльності
- Координація зусиль з гідрологічних досліджень шляхом публікації матеріалів на сторінках періодичного наукового збірника «Гідрологія, гідрохімія і гідроекологія».

- Обговорення результатів досліджень на Всеукраїнській науковій конференції з міжнародною участю «Проблеми гідрології, гідрохімії, гідроекології», яка проводиться регулярно (1-а, 2-а і 3-а в Києві — 2001, 2003 і 2006 рр.; 4-а в Луганську — 2009 р.; 5-а в Чернівцях — 2011 р.; 6-а в Дніпропетровську — 2014 р.; 7-а в Києві — 2018 р.). Започаткована в Київському національному університеті імені Тараса Шевченка.

- Участь у роботі по імплементації європейських підходів у галузі водного господарства і використання водних ресурсів України згідно вимог Водної рамкової директиви Європейського Союзу — у зв'язку з підписанням Угоди про асоціацію між Україною та Європейським Союзом.

- Участь у громадському русі та підтримка спільно з Всеукраїнською екологічною лігою гідроекологічних ініціатив по збереженню малих річок. Зокрема таких, наприклад, як ініціатива «Збережемо річку Либідь», звернення з якою до Київради набрало понад 10 тис. електронних підписів громадян.

- Систематичне відзначення 22 березня Всесвітнього дня водних ресурсів (Дня води) із залученням студенства, запрошенням відомих вчених та спеціалістів з Державного агентства водних ресурсів України, Міністерства екології та природних ресурсів України.

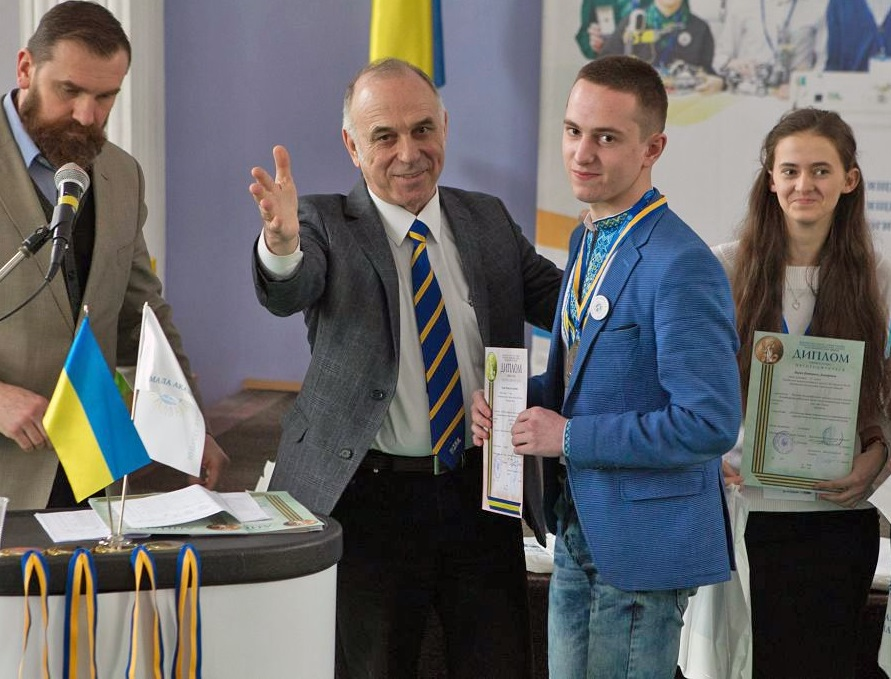
Нагородження переможців Всеукраїнського конкурсу наукових робіт по секції гідрології Малої академії наук України, Київ, 2017 р.

- Активна участь у роботі з школярами в рамках Малої академії наук (МАН), робота в журі Всеукраїнського конкурсу наукових робіт МАН по секції гідрології.